# Arthur Ashe
Arthur Robert Ashe, Jr. (Richmond, 10 de julho de 1943 — Nova York, 6 de fevereiro de 1993) foi um tenista norte-americano. Também é lembrado por seus esforços em causas sociais que apoiava.
Quando jovem, Ashe era pequeno e mal coordenado. Mas quando entrou para o colegial iniciou-se no tênis, no basquetebol e no futebol americano. No tênis, ganhou o campeonato estadual, enquanto no futebol ajudou a sua equipe no campeonato da cidade como um recebedor veloz.
Em 1965, Ashe ganhou o campeonato individual da NCAA. Era também um contribuinte principal em UCLA, tendo ganhado o campeonato da equipe NCAA no mesmo ano. Com esta carreira bem sucedida e o apoio da faculdade, Ashe ascendeu rapidamente ao elenco superior de jogadores do tênis no mundo todo, após sua profissionalização em 1966.
Em 1969, a maioria das pessoas consideraram Ashe o melhor jogador masculino americano de tênis. Já havia ganhado o Aberto dos Estados Unidos inaugural em 1968 e tinha ajudado a levar a equipe à vitória da Copa Davis dos Estados Unidos, no mesmo ano. Interessado em fazer com que os profissionais do tênis recebessem os prêmios proporcionais à popularidade crescente do esporte, Ashe foi uma das figuras chaves da formação da Associação de Tenistas Profissionais (ATP). Neste meio, Ashe conseguiu que a África do Sul fosse incluída no circuito profissional do tênis. Em 1970, ele adicionou um segundo título do Grand Slam, o Aberto da Austrália, a seu já adquirido US Open.
Em 1975, após diversos anos em níveis mais baixos da classificação, Ashe jogou sua melhor temporada ganhando o Torneio de Wimbledon, derrotando inesperadamente Jimmy Connors na final. Ashe obteria finalmente sua melhor posição no ranking mundial, de número 2, no ano seguinte. Jogaria por mais alguns anos, mas após ser prejudicado pela cirurgia do coração em 1979, Ashe se aposentou em 1980.
Em 1975 ele também foi considerado o melhor do mundo pela World Tennis Magazine em 1975.
Após sua aposentadoria, Ashe tentou muitas tarefas novas, da escrita à comentarista de esportes para a ABC, de fundar a liga júnior nacional do tênis, ao serviço como o capitão da equipe da Copa Davis dos Estados Unidos. Em 1983, Ashe submeteu-se à sua segunda cirurgia do coração. Surpreendentemente, foi eleito ao Salão da Fama do Tênis em 1985.
A história da vida de Ashe, entretanto, passou do sucesso para a tragédia em 1988, quando Ashe descobriu que tinha contraído o HIV durante as transfusões de sangue que recebeu em uma de suas duas cirurgias de coração. Ele e sua esposa mantiveram a doença confidencial até 8 de abril de 1992, quando os boatos o forçaram a fazer um anúncio público de que tinha a doença. No último ano de sua vida, Arthur Ashe fez muito para chamar a atenção para os doentes de AIDS em todo o mundo. Dois meses antes de sua morte, fundou o Instituto Arthur Ashe para a Saúde Urbana. Gastou também muito dos últimos anos de sua vida escrevendo as suas memórias, tendo terminado o manuscrito menos de uma semana antes de sua morte.
Ashe morreu das complicações resultante de AIDS em 6 de fevereiro de 1993.
A cidade de Richmond, onde Ashe nasceu, homenageou-o postumamente com uma estátua. Esta decisão conduziu a alguma controvérsia em uma cidade que foi a capital dos Estados Confederados durante a Guerra Civil Americana.
O estádio principal, onde os torneios do Aberto dos Estados Unidos são disputados, é denominado Estádio de Arthur Ashe em sua honra.
Em 2005, o serviço postal estado-unidense anunciou a emissão de um selo postal comemorativo sobre Arthur Ashe.

## Honrarias
Em 1993, o prêmio Arthur Ashe Courage Award recebeu este nome em sua homenagem. uma quadra do US Open é a Arthur Ashe Stadium

## Grand Slam finais

### Simples: 7 finais (3 títulos, 4 vices)
| Resultado | Ano  | Campeonato      | Piso  | Oponente      | Placar                       |
| Vice      | 1966 | Australian Open | Grama | Roy Emerson   | 4–6, 8–6, 2–6, 3–6           |
| Vice      | 1967 | Australian Open | Grama | Roy Emerson   | 4–6, 1–6, 4–6                |
| Campeão   | 1968 | US Open         | Grama | Tom Okker     | 14–12, 5–7, 6–3, 3–6, 6–3    |
| Campeão   | 1970 | Australian Open | Grama | Dick Crealy   | 6–4, 9–7, 6–2                |
| Vice      | 1971 | Australian Open | Grama | Ken Rosewall  | 1–6, 5–7, 3–6                |
| Vice      | 1972 | US Open         | Grama | Ilie Năstase  | 6–3, 3–6, 7–6(5–1), 4–6, 3–6 |
| Campeão   | 1975 | Wimbledon       | Grama | Jimmy Connors | 6–1, 6–1, 5–7, 6–4           |

### Duplas: 5 finais (2 títulos, 3 vices)
| Resultado | Ano        | Campeonato       | Piso   | Parceiro         | Oponentes                        | Placar                   |
| Vice      | 1968       | US Open          | Grama  | Andrés Gimeno    | Bob Lutz Stan Smith              | 11–9, 6–1, 7–5           |
| Vice      | 1970       | Aberto da França | Saibro | Charlie Pasarell | Ilie Năstase Ion Ţiriac          | 6–2, 6–4, 6–3            |
| Campeão   | 1971       | Aberto da França | Saibro | Marty Riessen    | Tom Gorman Stan Smith            | 6–8, 4–6, 6–3, 6–4, 11–9 |
| Vice      | 1971       | Wimbledon        | Grama  | Dennis Ralston   | Roy Emerson Rod Laver            | 4–6, 9–7, 6–8, 6–4, 6–4  |
| Campeão   | 1977 (Jan) | Australian Open  | Grama  | Tony Roche       | Charlie Pasarell Erik Van Dillen | 6–4, 6–4                 |